# Fisherman
Fisherman is een lied van de Nederlandse rapper Kevin. Het werd in 2021 als single uitgebracht en stond in hetzelfde jaar als vijftiende track op het album Grote versnelling.

## Achtergrond
Fisherman is geschreven door Davey Soenarto, Tevin Irvin Plaate en Kevin de Gier en geproduceerd door Davey Donovan en Spanker. Het is een lied uit het genre nederhop. Het is de solo hitsingle van de rapper in 2021. Voor het lied is door rapper en videoproducer Sef een one-take videoclip gemaakt. De single heeft in Nederland de gouden status.

## Hitnoteringen
De rapper had bescheiden succes met het lied in de Nederlandse hitlijsten. De hoogste plaats in de elf weken dat het in de Single Top 100 stond, was de zeventiende positie. Er was geen notering in de Top 40, maar het kwam tot de tiende plek van de Tipparade.